# مایلز کندی
مایلز کندی (به انگلیسی: Myles Kennedy) (زاده ۲۷ نوامبر ۱۹۶۹) خواننده، ترانه سرا، بازیگر آمریکایی است.
از فیلم‌های معروف او می‌توان به بازی در فیلم ستاره راک اشاره کرد.